# Travesía travesti
Travesía travesti es un documental chileno de 2021 dirigido y escrito por Nicolás Videla. Aborda la historia de las integrantes del grupo de cabaret homónimo mediante entrevistas, archivos y testimonios.

## Sinopsis
La película inicia con la última presentación del cabaret Travesía travesti realizada el 18 de octubre de 2019, mismo día en que se desencadenó el estallido social en Chile. Desde aquel momento comienza la idea de crear un archivo documental de la trayectoria de distintas travestis mediante entrevistas, material histórico y las vivencias de cada una de las integrantes, así como también se recuerda a otras artistas ya fallecidas o que han tomado diferentes rumbos.

## Producción
El elenco del documental, filmado entre 2019 y 2021, estuvo compuesto por Anastasia María Benavente, Maracx Bastardx, Madame De Papel, Sofía Devenir, Noelia Le Shala, y Amnesia Letal. Se estrenó a nivel mundial en el Festival Internacional de Cine de Valdivia de 2011, y en salas comerciales de cine el 2 de junio de 2022.

## Reconocimientos
| Año  | Premio / Festival                                  | Categoría                        | Resultado | Ref.  |
| ---- | -------------------------------------------------- | -------------------------------- | --------- | ----- |
| 2021 | Festival Internacional de Cine de Valdivia         | Mención Especial del Jurado      | Ganadora  | [ 1 ] |
| 2021 | Festival Internacional de Documentales de Santiago | Mención Especial                 | Ganadora  | [ 7 ] |
| 2021 | Festival Internacional de Cine de Iquique          | Mejor Largometraje Internacional | Ganadora  | [ 1 ] |
| 2022 | Festival Internacional de Cine de Viña del Mar     | Mejor Película                   | Ganadora  | [ 8 ] |
| 2022 | OutfestPerú                                        | Mejor Documental                 | Ganadora  | [ 9 ] |